# من (کندو)

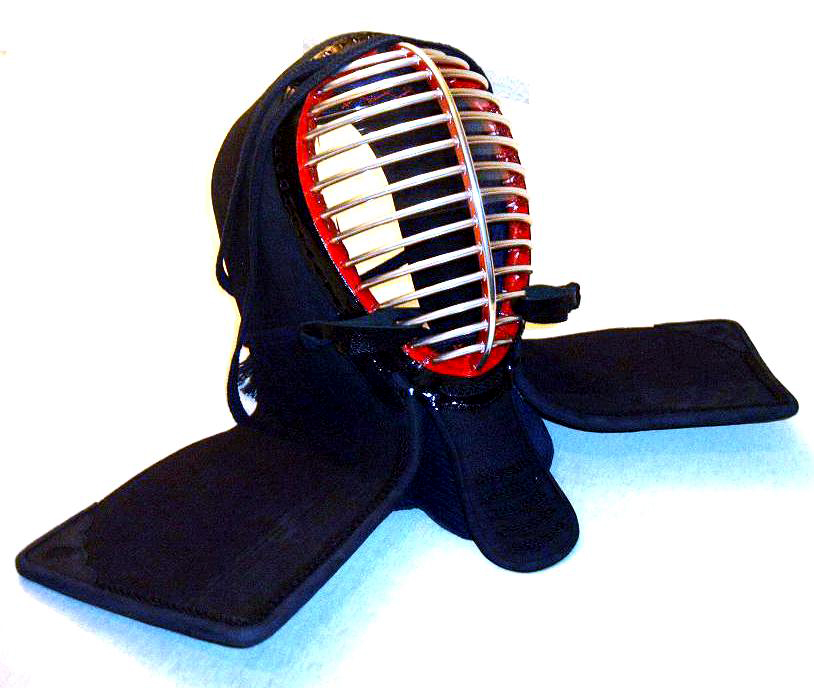

مِن (به ژاپنی: 面 به معنای «سر») نام کلاهخود محافظ سر ورزشکاران رشته‌های رزمی کندو و بخشی از زره محافظتی بوگو است.
این نام همچنین نام یکی از پنج نوع ضربه‌ای است که در کندو با شینای زده می‌شود. 